# Cantonul Savignac-les-Églises
Cantonul Savignac-les-Églises este un canton din arondismentul Périgueux, departamentul Dordogne, regiunea Aquitania, Franța.

## Comune
| Comune                   | Populație (1999) | Cod poștal | Cod INSEE |
| ------------------------ | ---------------- | ---------- | --------- |
| Antonne-et-Trigonant     | 1.218            | 24420      | 24011     |
| Le Change                | 602              | 24640      | 24103     |
| Cornille                 | 667              | 24750      | 24135     |
| Coulaures                | 729              | 24420      | 24137     |
| Cubjac                   | 710              | 24640      | 24147     |
| Escoire                  | 454              | 24420      | 24162     |
| Ligueux                  | 271              | 24460      | 24239     |
| Mayac                    | 305              | 24420      | 24262     |
| Négrondes                | 836              | 24460      | 24308     |
| Saint-Pantaly-d'Ans      | 152              | 24640      | 24475     |
| Saint-Vincent-sur-l'Isle | 273              | 24420      | 24513     |
| Sarliac-sur-l'Isle       | 1.040            | 24420      | 24521     |
| Savignac-les-Églises     | 961              | 24420      | 24527     |
| Sorges                   | 1.360            | 24420      | 24540     |